# Маккук
Окръг Маккук (на английски: McCook County) е окръг в щата Южна Дакота, Съединени американски щати. Площта му е 1495 km², а населението - 5499 души (2017). Административен център е град Сейлъм.